# أرماندو زامورا
أرماندو زامورا (بالإسبانية: Armando Zamora)‏ هو كاتب مكسيكي، ولد في 1958.